# Goniosaurus
Goniosaurus es un género extinto de plesiosaurio del Cretácico superior (piso Maastrichtiense) de Nekum Chalk, en los Países Bajos. La única especie descrita hasta ahora, G. binkhorsti, está representada únicamente por un diente aislado, comprimido y delgado descrito por Hermann Meyer y un diente referido y una vértebra cervical que demuestra que era un elasmosáurido, como muchos otros plesiosaurios del Cretácico superior de Europa.